# Curtilles
Curtilles est une commune suisse du canton de Vaud, située dans le district de la Broye-Vully. Citée dès 865, elle fait partie du district de Moudon entre 1803 et 2007. La commune est peuplée de 290 habitants en 2022. Son territoire, d'une surface de 498 hectares, se situe sur la rive droite de la Broye.

## Géographie

Photo aérienne (1964).

La surface totale de la commune de Curtilles représente 498 hectares qui se décomposent en : 31 ha de surfaces d'habitats et d'infrastructures, 386 ha de surfaces agricoles, 77 ha de surfaces boisées et enfin 4 ha de surfaces improductives (lacs et cours d'eau par exemple). Dans le détail en 2004, les aires industrielles et artisanales représentent moins de 1 % du territoire communal, les maisons et bâtiments 2,41 %, les routes et infrastructures de transport 3,82 %, les zones agricoles 57,43 % et les zones arboricoles et viticoles 2 %[réf. nécessaire].	
Jusqu'à sa dissolution, la commune faisait partie du district de Moudon. Depuis le 1er janvier 2008, elle fait partie du nouveau district de la Broye-Vully. Elle a des frontières communes avec Valbroye, Dompierre, Lovatens, Sarzens, Chesalles-sur-Moudon, Moudon et Lucens.
Le territoire communal se trouve sur le plateau suisse, sur la rive orientale de la Broye qui marque la frontière ouest de la commune. Le terrain monte ensuite en direction du plateau entre la Broye et la Glâne pour atteindre 700 mètres d'altitude à Sarzens, point culminant de la commune. Au nord de la commune se trouve la forêt de Tassonneire.
En plus du village de Curtilles, la commune compte encore les hameaux de Les Bioles et de Pâquis situés au-dessus du village et de Prévondens sur les bords de la Broye. Plusieurs exploitations agricoles sont également dispersées sur le territoire cantonal.

## Toponymie
Premières mentions : in Curtilia (860) ; in villa Curtilia (867-868) ; Cortelles (vers 1152) ; Curtilis (vers 1160) ; Curtilles (vers 1160) ; apud Curtiliam (1260) ; Curtiliis (1453). Anciennement, le nom était aussi orthographié « Courtilles ». L'étymologie la plus vraisemblable est celle d'une formation diminutive à partir de cortilia ou curticula, qui signifie « petite ferme », « petit domaine agricole », « petit hameau ».

## Héraldique
| Blason de Curtilles | Blason  | D'azur à trois étrilles d'argent emmanchées d'or, posées en barre 2 et 1 |
| Blason de Curtilles | Détails | Les armoiries de la commune sont celles de la famille de Curtilles, émigrée au XIVe siècle à Vevey avec un repositionnement des étrilles. Les armoiries de la commune sont adoptées et approuvées par le canton de Vaud vers 1920. |

## Histoire
Curtilles semble être un très ancien village vaudois. Un synode de l'évêque Hartmann cite Curtilles pour la première fois en 865. Le village est alors propriété de l'évêché de Lausanne. En 1050, une église dédiée à Saint Pierre de Marsens est bâtie.
Au début du XIIIe siècle, le village est consumé dans un grand incendie. Après cela, l'évêque Landri de Drunes déménage à Lucens.

## Patrimoine bâti

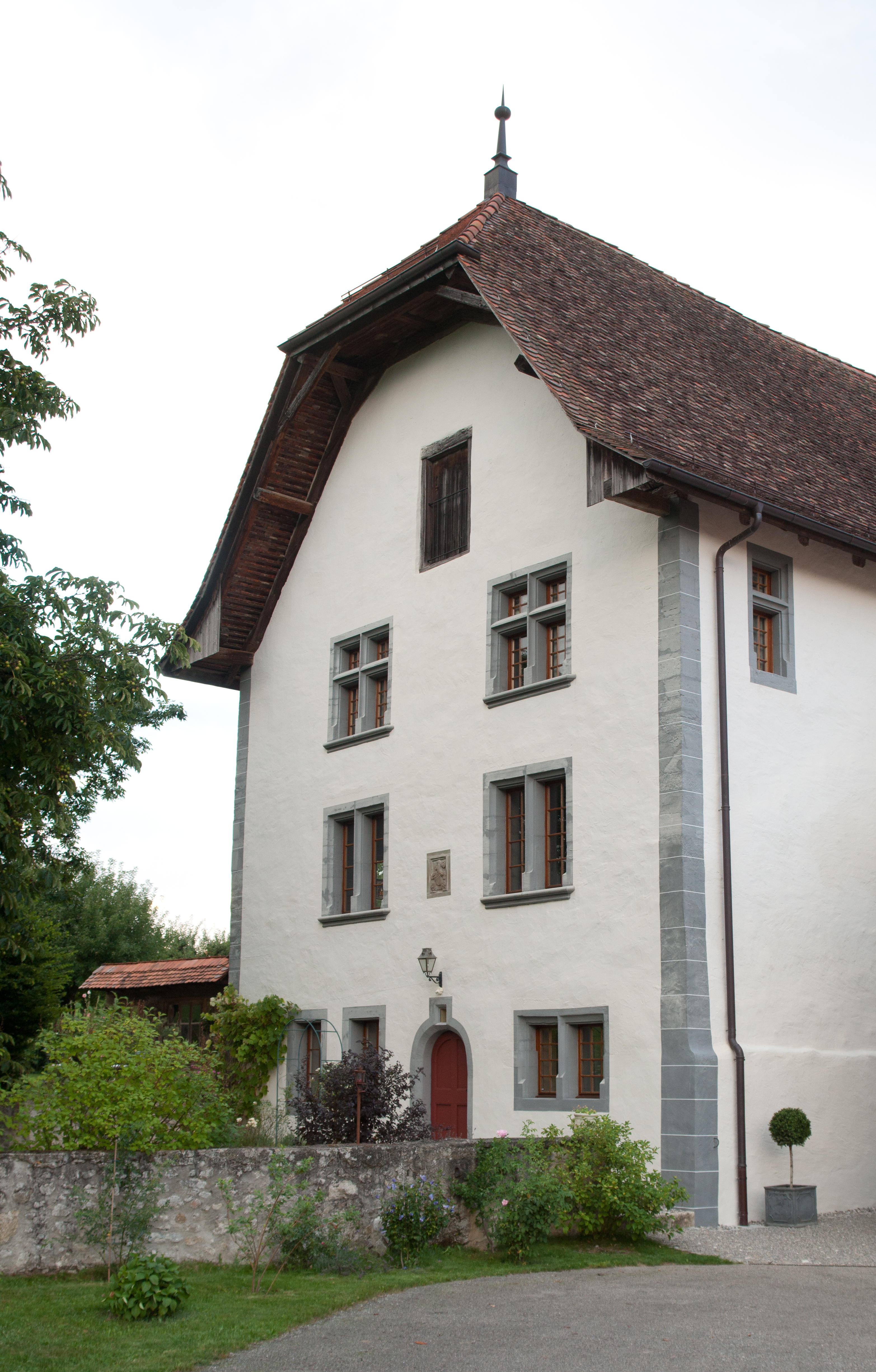
Le château de Curtilles.

Le château de Curtilles, du XVIe siècle, est inscrit comme bien culturel suisse d'importance nationale.

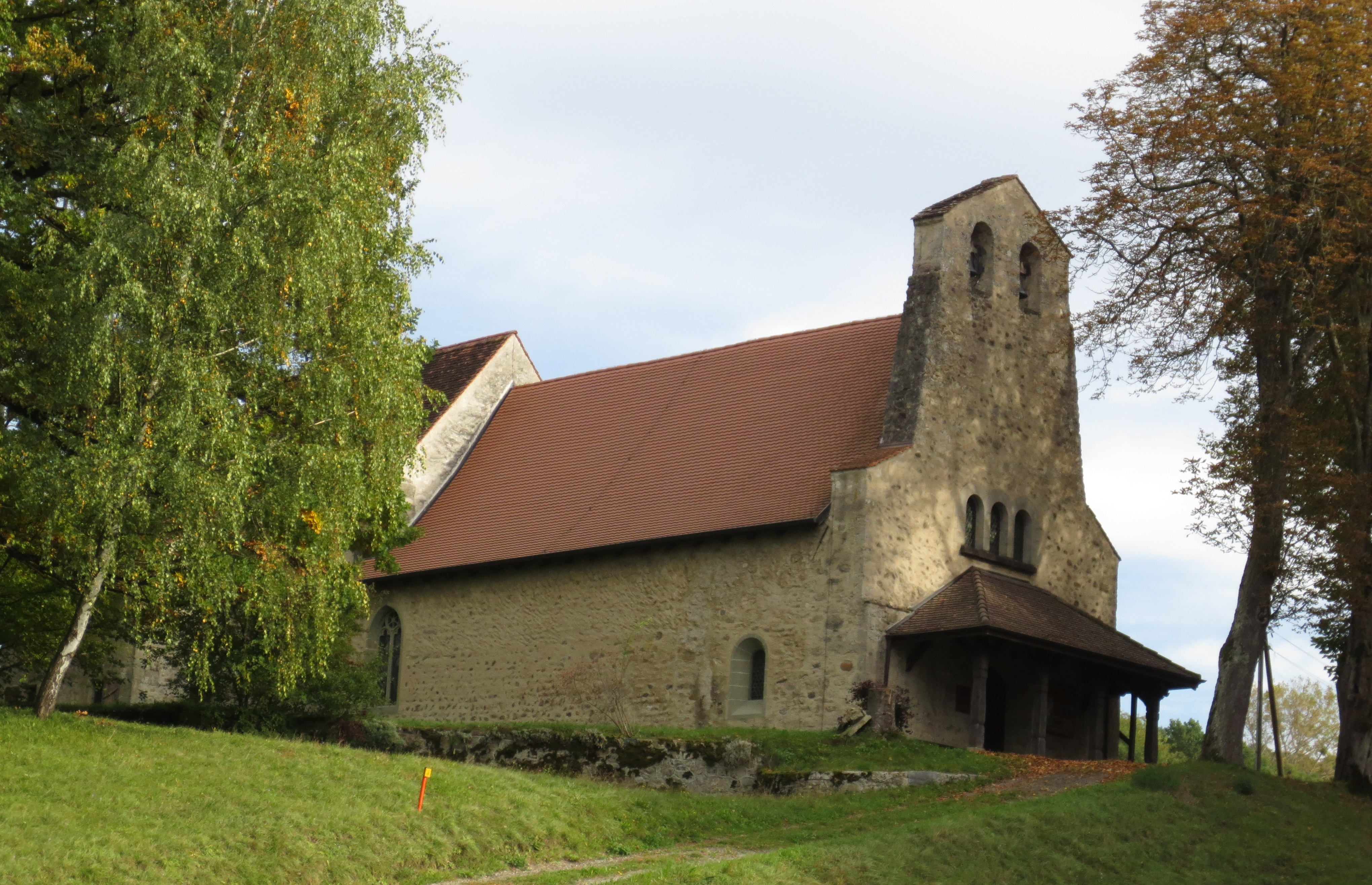
Église de Curtilles.

Le temple de Curtilles est lui aussi inscrit comme bien culturel d'importance régionale dans la liste cantonale dressée en 2009.
École 1838-1840, par les architectes Henri Perregaux et Achille de La Harpe. L'enseignement primaire y est prodigué jusqu'en 1968, date à laquelle l'école est fermée.

## Population

### Gentilé et surnom
Les habitants de la commune se nomment les Curteillards.
Ils sont surnommés les Guenilles.

### Démographie
Curtilles possède 290 habitants en 2022. Sa densité de population atteint 59 hab./km2.
En 2000, la population de Curtilles est composée de 141 hommes (50,9 %) et 136 femmes (49,1 %). La langue la plus parlée est le français, avec 263 personnes (94,6 %). La deuxième langue est l'allemand (11 ou 4 %). Il y a 265 personnes suisses (95,3 %) et 13 personnes étrangères (4,7 %). Sur le plan religieux, la communauté protestante est la plus importante avec 191 personnes (68,7 %), suivie des catholiques (42 ou 15,1 %). 30 personnes (10,8 %) n'ont aucune appartenance religieuse.
La population de Curtilles est de 428 habitants en 1850, puis de 409 habitants en 1888. Elle baisse ensuite à 238 habitants en 1970, puis remonte à 308 habitants en 2010. Le graphique suivant résume l'évolution de la population de Curtilles entre 1850 et 2010 :

## Politique
Lors des élections fédérales suisses de 2011, la commune a voté à 25,59 % pour l'Union démocratique du centre. Les deux partis suivants furent le Parti libéral-radical avec 25,47 % des suffrages et le Parti socialiste suisse avec 20,33 %.
Lors des élections cantonales au Grand Conseil de mars 2011, les habitants de la commune ont voté pour le Parti libéral-radical à 32,99 %, l'Union démocratique du centre à 25,11 %, le Parti socialiste à 24,07 %, les Verts à 10,70 %, le Parti bourgeois démocratique et les Vert'libéraux à 6,54 % et Vaud Libre à 0,59 %.
Lors des élections fédérales suisses de 2015, la commune a voté à 29,59 % pour l'Union démocratique du centre. Les deux partis suivants furent le Parti libéral-radical avec 22,45 % des suffrages et le Parti socialiste suisse avec 15,31 %.
Lors des élections fédérales suisses de 2019, la commune a voté à 26,42 % pour l'Union démocratique du centre. Les partis suivants furent Les Verts (Suisse) avec 16,98 % des suffrages, le Parti libéral-radical avec 16,04 % et le Parti socialiste suisse avec 12,26 %.
Sur le plan communal, Curtilles  est dirigé par une municipalité formée de 5 membres et dirigée par un syndic pour l'exécutif et un Conseil général dirigé par un président et secondé par un secrétaire pour le législatif.

## Économie
Jusqu'au milieu du XXe siècle, l'économie locale était principalement tournée vers l'agriculture, l'arboriculture fruitière et l'élevage qui représentent encore une part importante des emplois locaux de nos jours. D'autres emplois ont été créés par de petites entreprises locales dans l'industrie ou dans les services. Près de la route principale qui traverse la vallée de la Vallée de la Broye, une nouvelle zone industrielle doit voir le jour dans une zone où se trouve déjà un centre équestre.
Pendant ces dernières décennies, le village s'est transformé avec la création de plusieurs zones résidentielles habitées par des personnes travaillant principalement dans les villes voisines de Lucens ou Moudon.

## Transports
Le bus des Transports publics fribourgeois reliant Romont à Moudon par Lucens s'arrête dans la commune. Le village est aussi desservi par les bus sur appel Publicar, qui sont un service de CarPostal.

## Sources
- (de) Cet article est partiellement ou en totalité issu de l’article de Wikipédia en allemand intitulé « Curtilles » (voir la liste des auteurs).